# Невротическая претензия
Невротическая претензия — психоаналитический термин, принадлежащий американскому психологу Карен Хорни. Именно так Хорни называет необоснованное ощущение собственного превосходства над окружающими, при наличии которого индивид искренне верит, что люди вокруг обязаны потакать его желаниям и потребностям. 
Содержание невротической претензии проистекает из сформированной у индивида ранее невротической гордости (реалистичной самоуверенности, основанной на идеализированном представлении себя) — угроза которой вызывает тревогу и враждебность; соответственно, дабы избежать «крушения» иллюзорного образа себя, возникает невротическая претензия, основная задача которой заключается в том, «чтобы к нам относились в сочетании с нашим величественным представлением о самих себе.